# Martin Lichtenstein
Martin Hinrich Carl Lichtenstein (ur. 10 stycznia 1780 w Hamburgu, zm. 2 września 1857) – niemiecki lekarz, odkrywca i zoolog.
Urodził się w Hamburgu. Był synem Antona Augusta Heinricha Lichtensteina. Studiował medycynę w Jenie i Helmstedt. Pomiędzy 1802 a 1806 odbył podróż do Południowej Afryki. Został wtedy osobistym lekarzem gubernatora Przylądka Dobrej Nadziei.
W 1810 opublikował Reisen im südlichen Afrika. Od 1811 rozpoczął pracę na Uniwersytecie Berlińskim. W 1813 wybrano go dyrektorem Muzeum Historii Naturalnej w Berlinie.
Był inicjatorem utworzenia w 1841 Berlińskiego Ogrodu Zoologicznego. Przekonał Fryderyka Wilhelma IV Pruskiego, by ten oddał na ten cel tereny swojej bażanciarni.
Martin Lichtenstein zginął podczas rejsu między Korsør a Kilonią na Morzu Bałtyckim.